# 瀬谷八福神
瀬谷八福神（せやはちふくじん）は、神奈川県横浜市瀬谷区内の寺院に祀られている七福神に達磨大師を加えた日本でも珍しい八福神である。瀬谷仏教会が協力して成立し、各寺院で御朱印帳（スタンプブック）が購入できる。各寺院にスタンプが用意されているので、年間を通して八福神巡りができる。

## 瀬谷八福神の一覧
- 妙光寺 - 大黒天。神徳、財宝、厨房の守護。
  - 伝承によれば白雉3年（652年）、明光比丘尼が建てた庵で、大同年間（806年 - 809年）に弁通和尚が天台宗福昌山明光寺としたという。
  - 弘安5年（1282年）、日蓮が池上に行く途上にこの寺に宿泊した。時の住職が教化を受け日蓮宗に改宗する。
  - 室町時代にこの地域を支配していた上杉定正の家臣、山田伊賀守経光が同寺に多大な寄進をする。この中には、武蔵国恩田村の万年寺の和尚と碁を打ち勝った際、持ち帰ったと言われる梵鐘もあり、その旨が刻まれている。
    - 梵鐘には当時の様子が刻まれており、鎌倉時代の作と考えられており県指定文化財に指定されている。
- 善昌寺 - 恵比寿。家内安全、生業を守護し福徳をもたらす。
  - 室町時代の天文2年(1533年)に開山。鎌倉の光明寺より雨乞本尊が下賜された。
  - 江戸時代は寺子屋も併設され、100年以上続いていた。境内には筆子塚が2基ある。
  - 鎌倉時代の作と伝えられている薬師如来は別名寅薬師、目の薬師と呼ばれ、寅年にのみ開帳される。武田信玄が寅年以外に開扉したところ、仏罰によって失明したと言い伝えられている。
- 徳善寺 - 毘沙門天。財徳、福徳、消災の守護。
  - 弘治元年(1555年)に創建、開山は玄室泰存禅師。本尊は釈迦牟尼仏。
  - 境内のたらよう、かやは横浜市指定の名木。
- 長天寺 - 達磨大師。七転八起の縁起。
  - 応永元年(1394年)の創建。開基は平本六兵衛。
- 宝蔵寺 - 弁財天。八福神唯一の女神。知恵財福の利益。芸道技術の神。
  - 治暦2年（1066年）、秀恵比丘尼の開基、本尊は不動明王。
  - 徳川家光より御朱印地として寺領を賜った。拝領時の篭等は現存している。
- 西福寺 - 布袋尊。福徳大量の開運と安産の守護。
  - 天文3年(1534年)創立と推定されている。
  - 千年椎の大木が境内に存在し、文化の日に筆供養を行っている。
- 宗川寺 - 福禄寿。人望福徳を授ける福神。
  - 寛永2年（1625年）建立。
  - 寺宝は元寇の覆滅退散を祈った片瀬竜口寺の銅製祈願額で、檀家が竜口寺から譲り受けたものである。
  - 参道の両側に公孫樹(イチョウ)の名木大樹があり、雄樹、雌樹の夫婦銀杏にあやかり安産育児を祈願する参詣姿もある。横浜市の指定名木に指定されている。
- 全通院勢至堂 - 寿老人。知恵、長寿、子育ての守護。
  - 寛永年間に開創されたと考えられている。現在では徳善寺の別院。
  - 当初は阿弥陀如来を祀っていたが、地元民の霊夢によって勢至菩薩が土中から掘り起こされ、祀られてきた。本尊の開扉は12年に一度の午年に行われている。
  - 縁日は、1月23日、8月23日に行われている。
  - 本堂は寛政9年(1798年)の建立。
  - 境内の大藤は横浜市の指定名木である。

二ツ橋の最勝寺が寿老人とされることもあるが、現在では上記8寺で瀬谷八福神を構成している。

## 八福草
八福神にちなみ、八福草が各寺院に指定されている。
- 妙光寺…ききょう（桔梗）
- 善昌寺…きちじょうそう（吉祥草）
- 徳善寺…はぎ（萩）
- 長天寺…すすき（薄）
- 宝蔵寺…つわぶき（石蕗）
- 西福寺…おもと（万年青）
- 宗川寺…彼岸ざくら（彼岸桜）
- 全通院勢至堂…ふじ（藤）

なお、桔梗、吉祥草、萩、薄、石蕗は秋の草花で、万年青は多年生植物で花はつけない、彼岸桜と藤は春に花をつける。

## 推奨ルート
南北4kmの地域に各寺院が点在しているため、相模鉄道瀬谷駅を起点に北側ルートと南側ルートに分かれて、徒歩で散策することが推奨されている。一部寺院では一般参詣者用の駐車場が整備されていないところがある。自転車で回るときには、北側からまわると良い。瀬谷区が北高南低の地形であるため。
- 北側ルート　瀬谷駅→長天寺→徳善寺→善昌寺→妙光寺→(バス)→瀬谷駅・鶴間駅
- 南側ルート　瀬谷駅→宝蔵寺→西福寺→宗川寺→全通院勢至堂→(バス)→瀬谷駅・いずみ野駅・立場駅

## 関連グッズなど
- 御朱印帳 - 各寺において販売している。色紙が販売されることもある。
- 横浜瀬谷八福神めぐり往復割引乗車券 - 相模鉄道は、2007年度は12月29日から翌年1月31日まで瀬谷駅を除く全駅で、瀬谷駅間の往復割引を発売した。購入時には「相鉄オリジナルスタンプ帳」が、瀬谷駅の売店で往復割引乗車券を見せると非売品の「相鉄オリジナルスタンプ帳2008」がもらえる特典がついた。なおスタンプ帳は新聞広告に挟まれているものと同種であった。
- 餅菓子 - 瀬谷の商店街の和菓子屋に瀬谷八福神と銘打っている餅菓子が販売されている。
  - 現在では取り扱われていないが、以前はNTTでテレホンカード、徳善寺で九谷焼の中皿が発売されていた。

## 参考画像

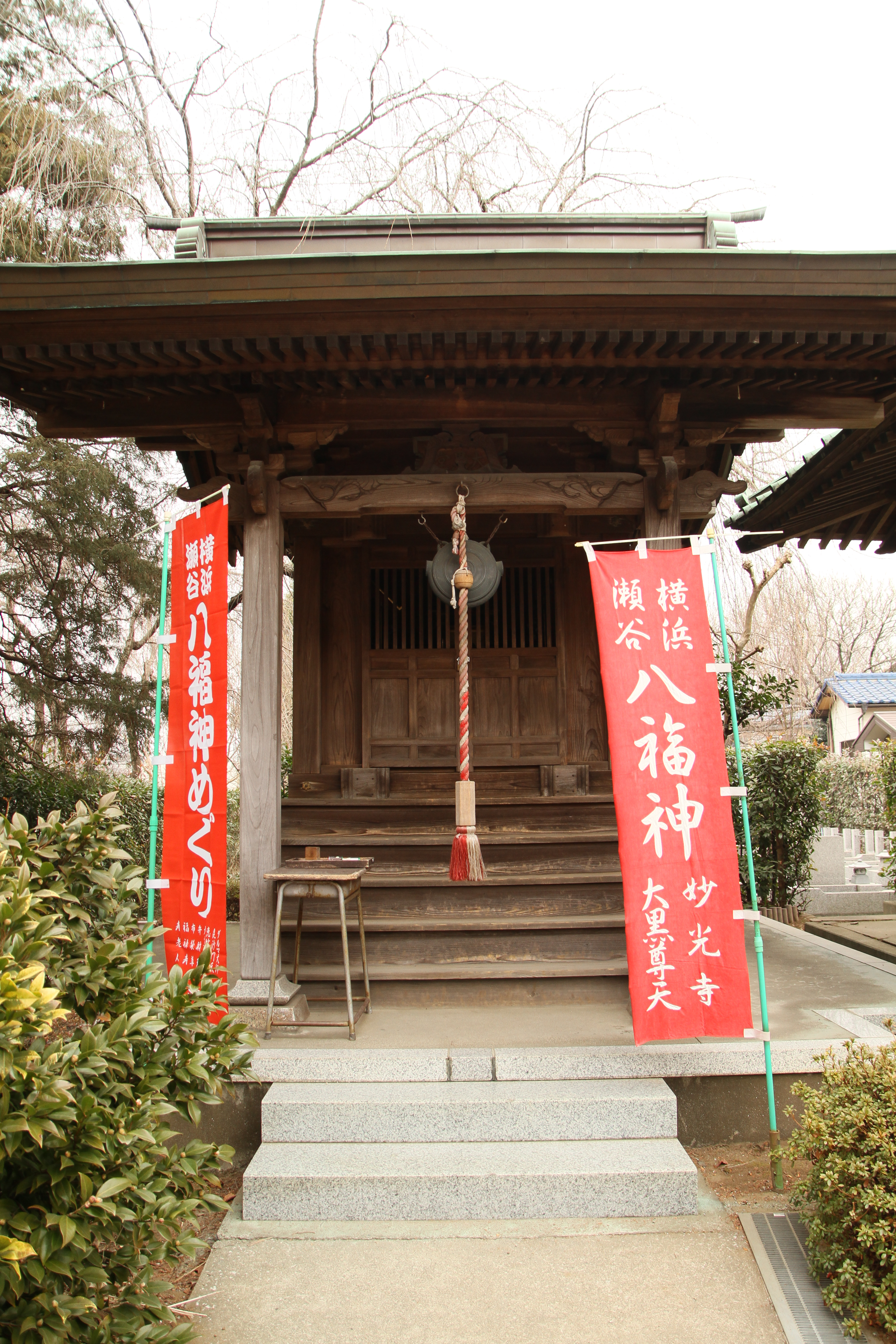
妙光寺の大黒天堂
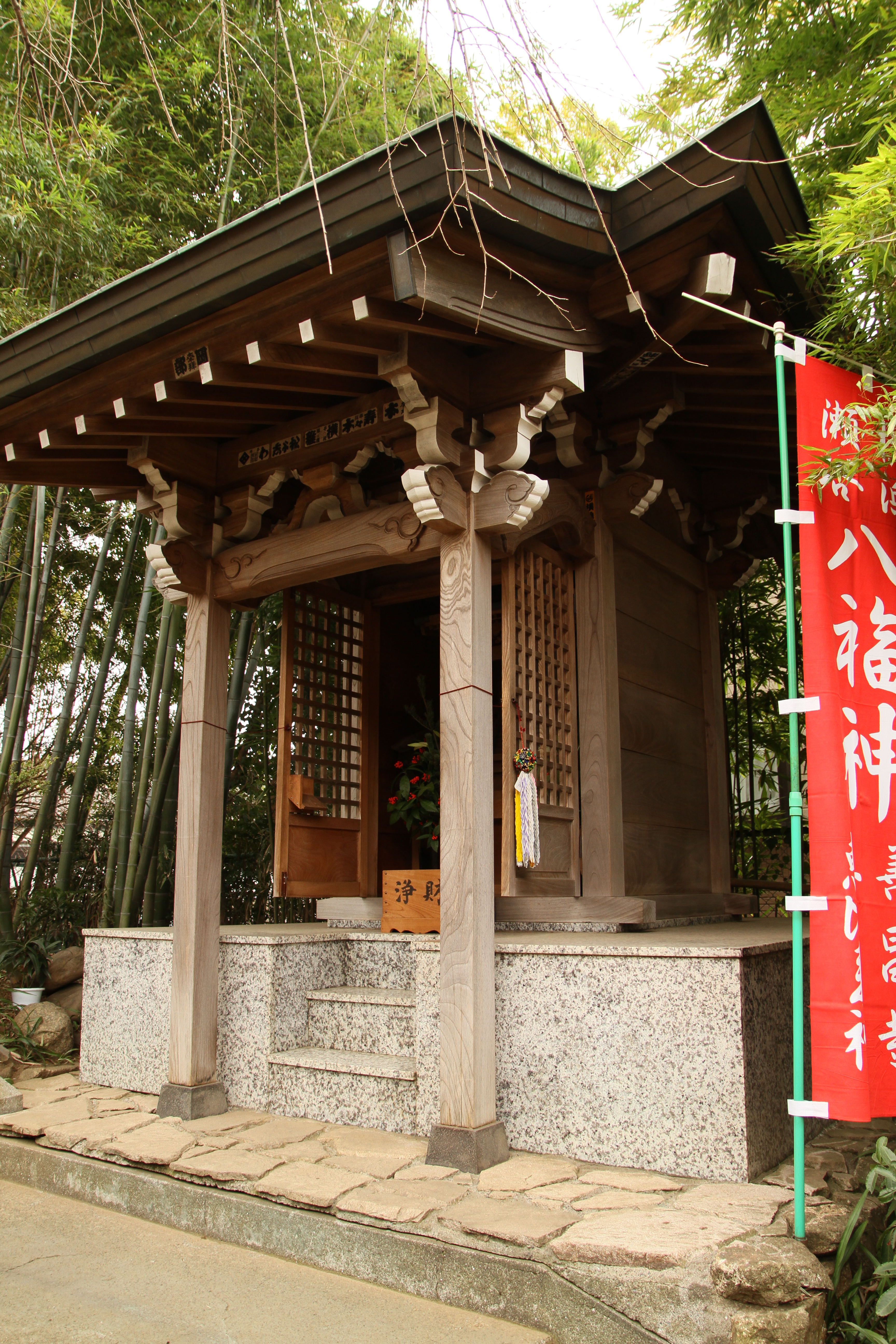
善昌寺の恵比寿堂
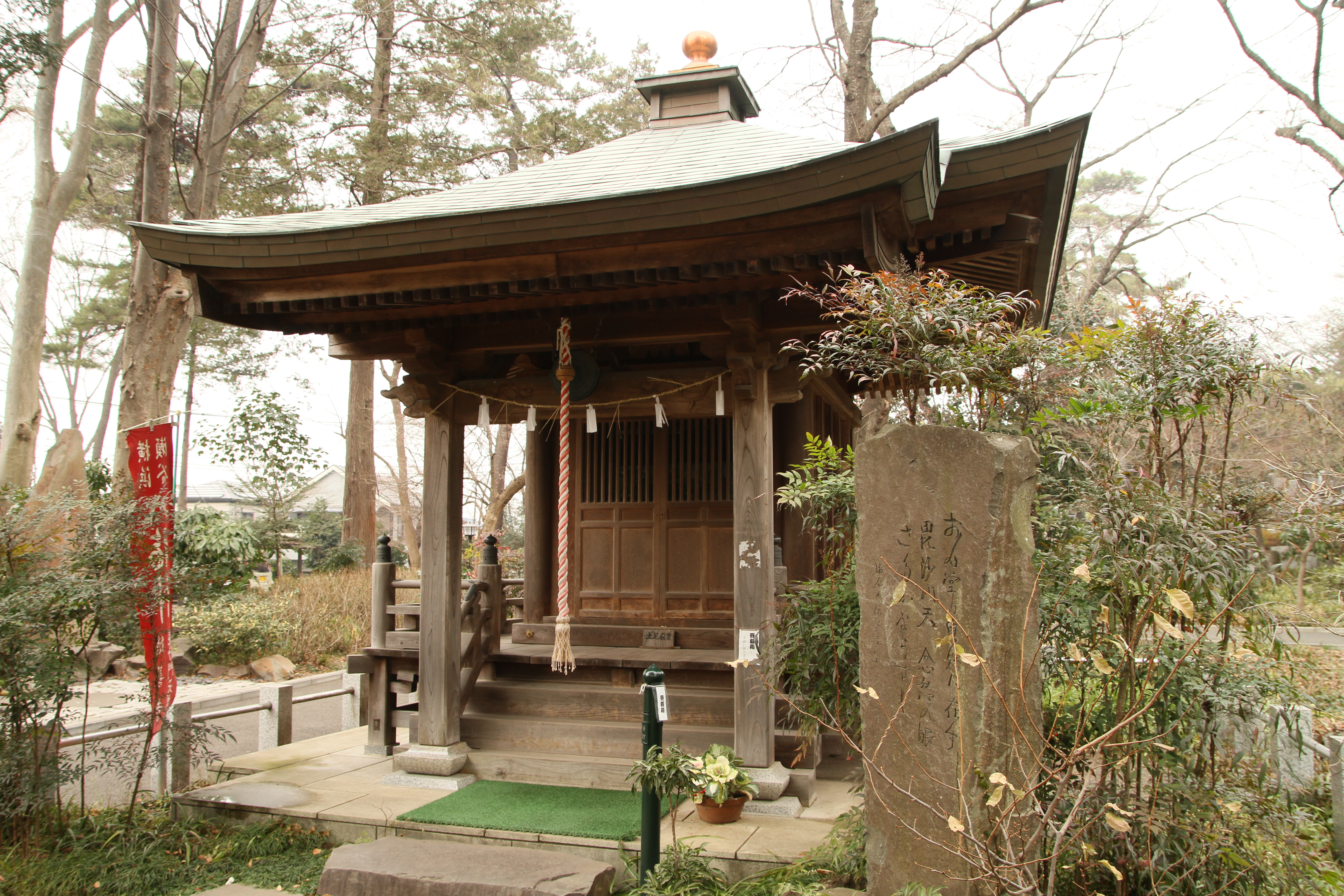
徳善寺の毘沙門堂
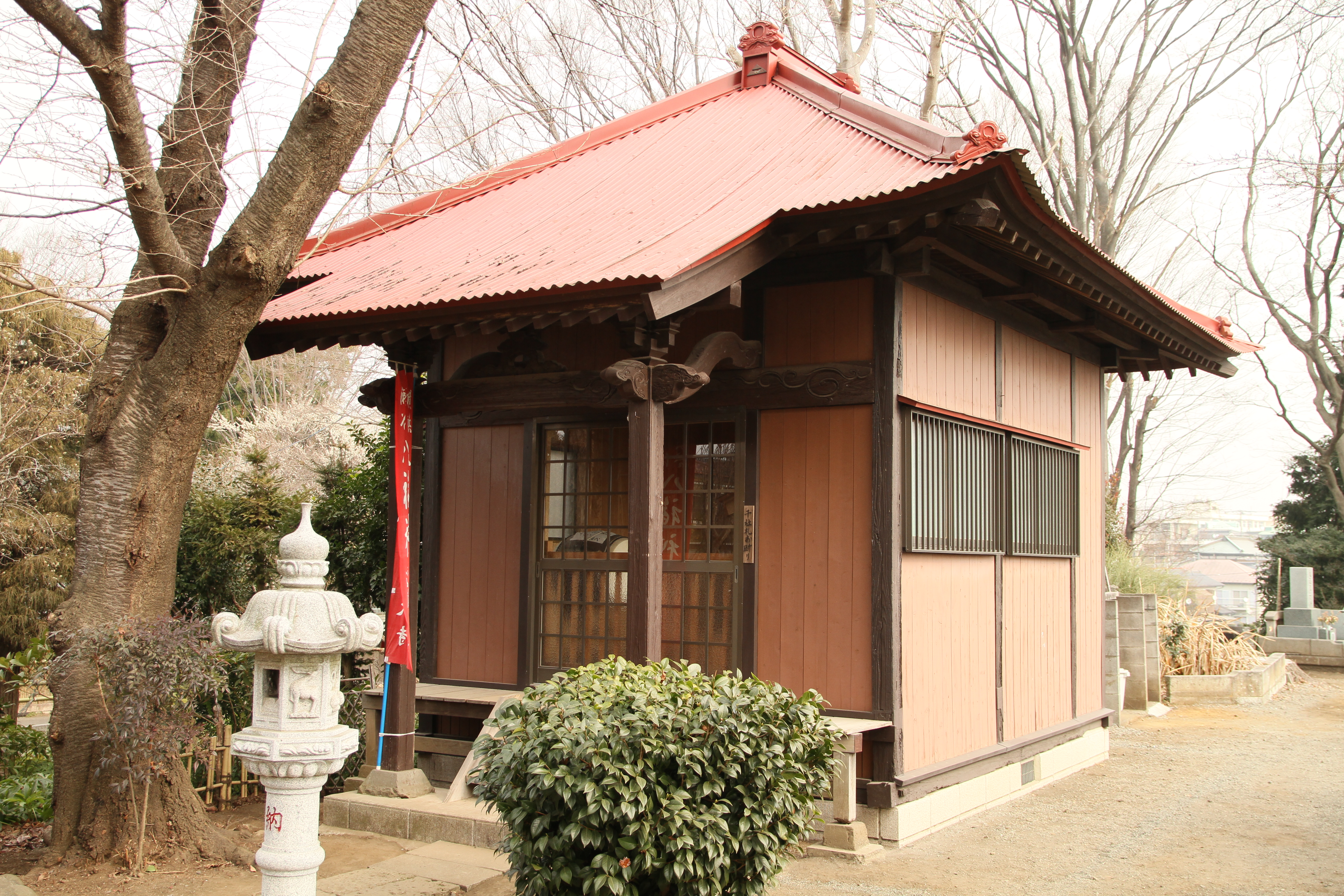
長天寺の達磨大師堂
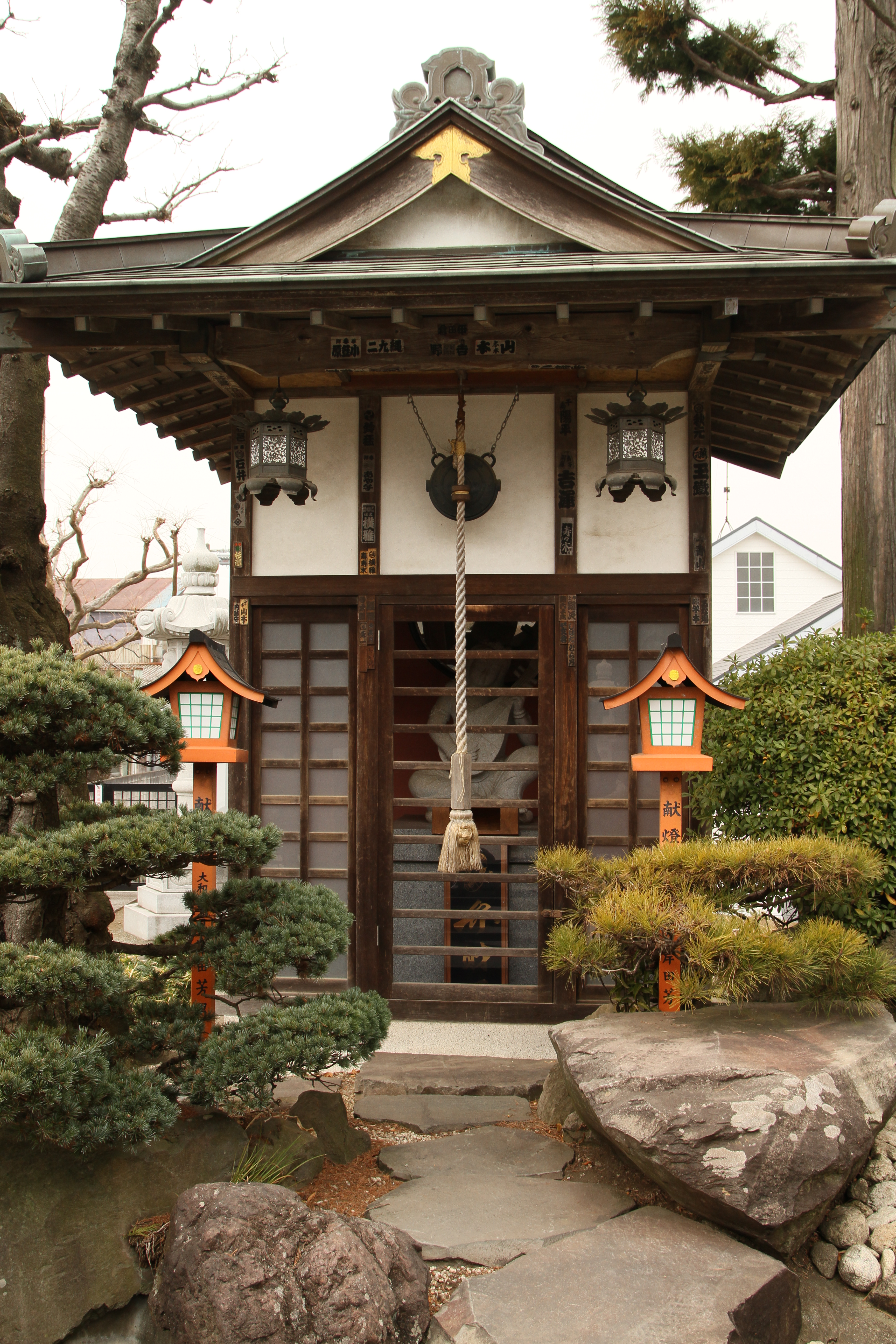
宝蔵寺の弁天堂
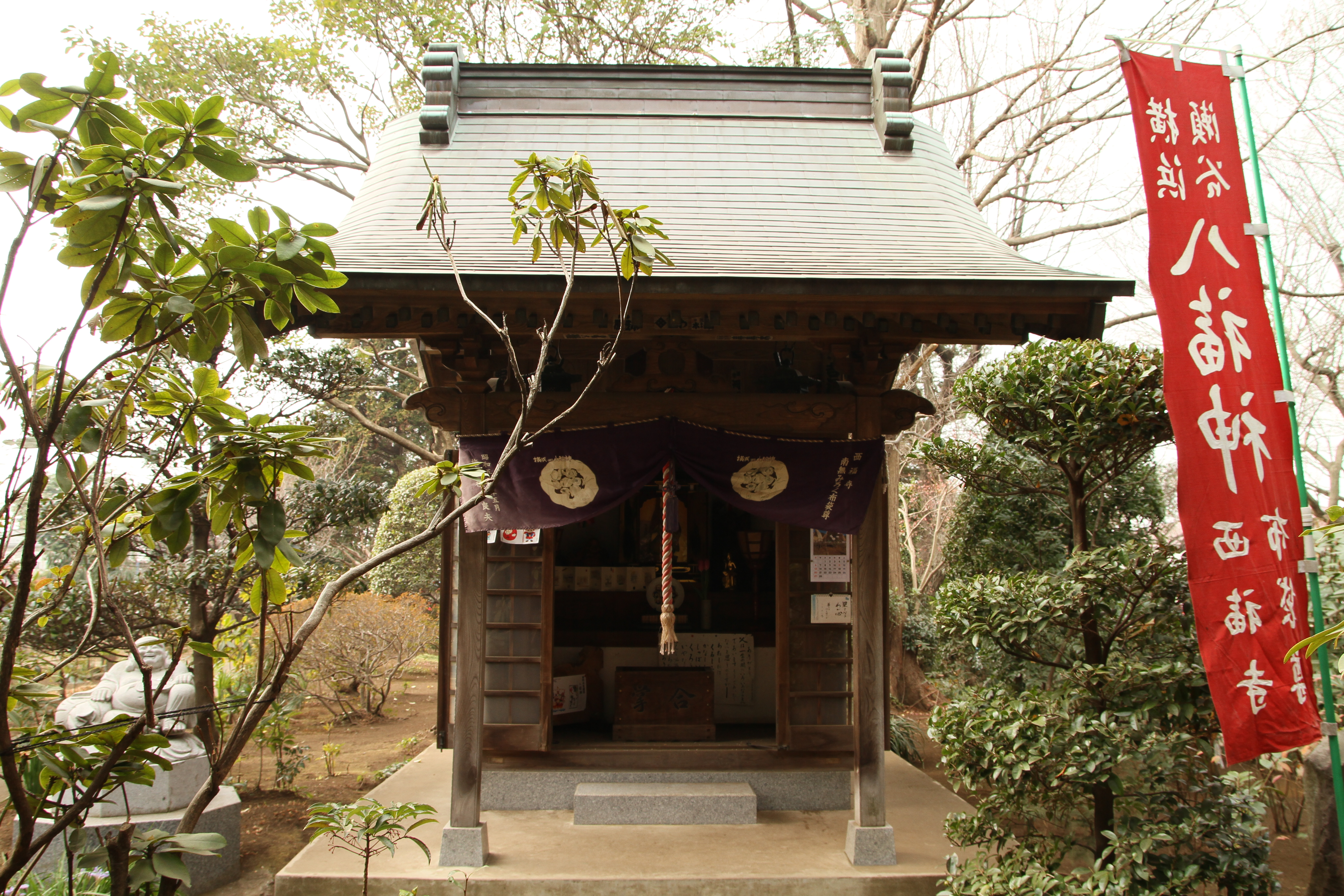
西福寺の布袋尊堂
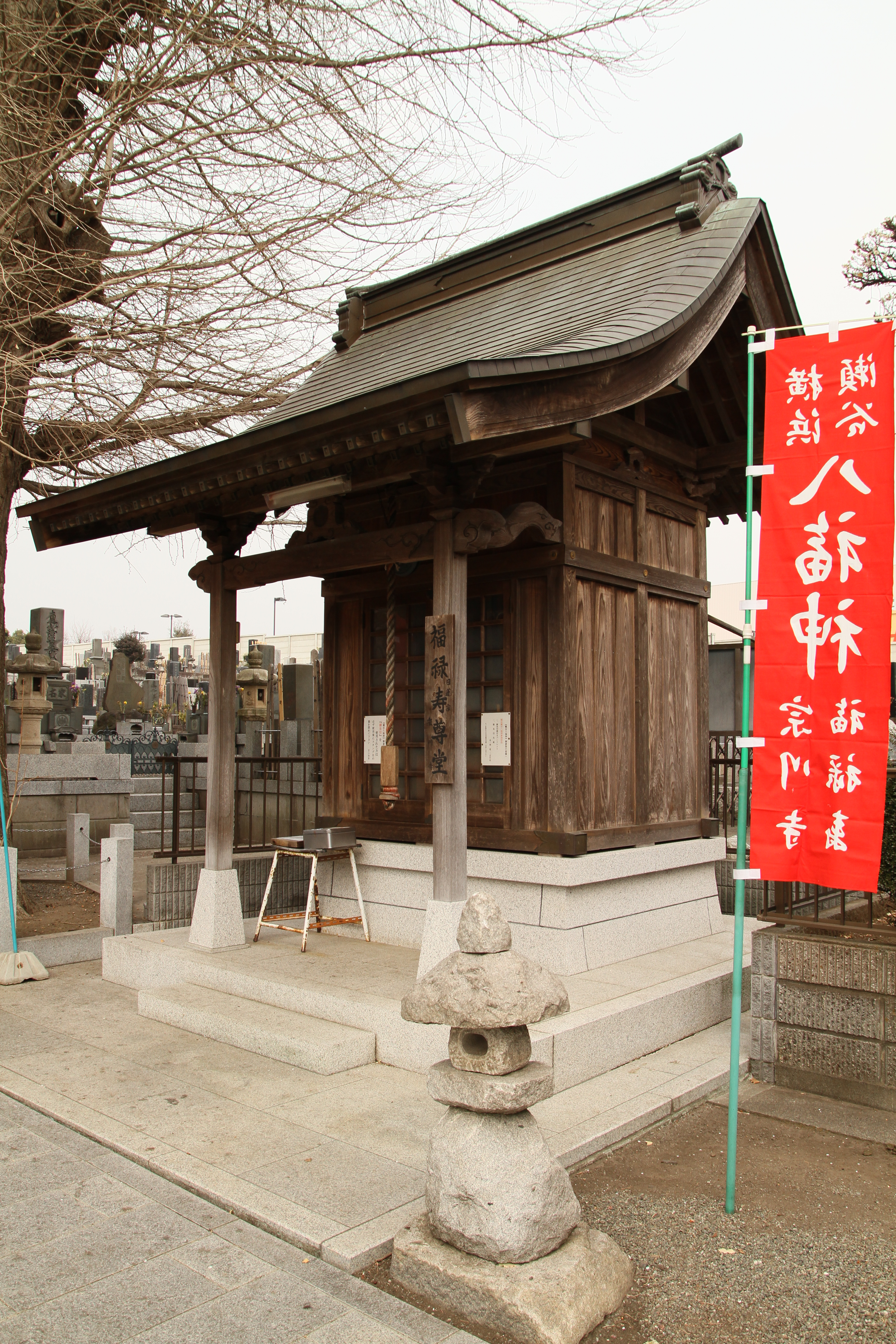
宗川寺の福禄寿尊堂
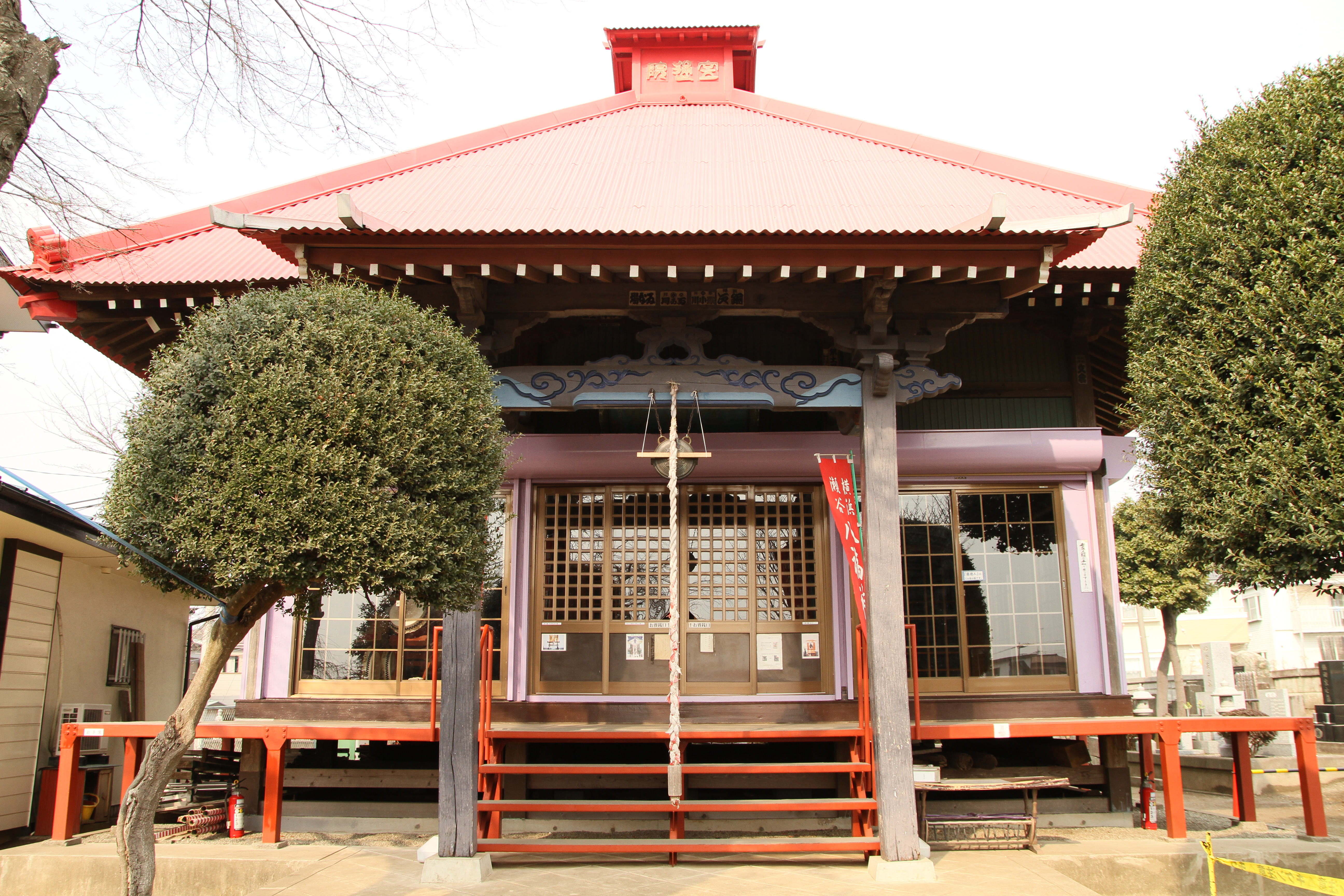
全通院勢至堂